# Ando Reddy
Andrew „Ando” Reddy (ur. 18 stycznia 1933 w Dublinie, zm. 6 marca 2022 tamże) – irlandzki pięściarz, uczestnik reprezentant kraju podczas igrzysk olimpijskich w 1952 w Helsinkach i igrzysk olimpijskich 1960 w Rzymie. W Helsinkach wziął udział w turnieju w wadze muszej. W pierwszej rundzie przegrał 0:3 z reprezentantem Włoch Aristide Pozzalim. Natomiast w Rzymie brał udział w turnieju w wadze piórkowej i po minimalnym zwycięstwie 2-2-1 z reprezentantem Francji André Junckerem. Przegrał jednogłośnie 0-0-5 z Abe Bekkerem z Zambii.
Jego brat Thomas wystąpił na igrzyskach olimpijskich w 1952 w wadze piórkowej.